# Форт МакКлэри
Форт МакКлэри (англ. Fort McClary) — бывшее оборонительное укрепление, расположенное в устье реки Пискатаква на побережье залива Мэн в городе Киттери штата Мэн, США.

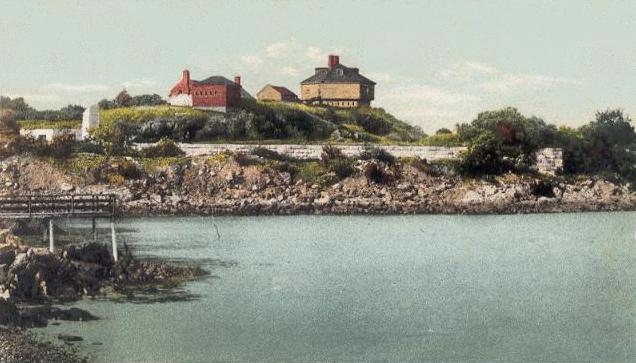
Вид форта, 1904

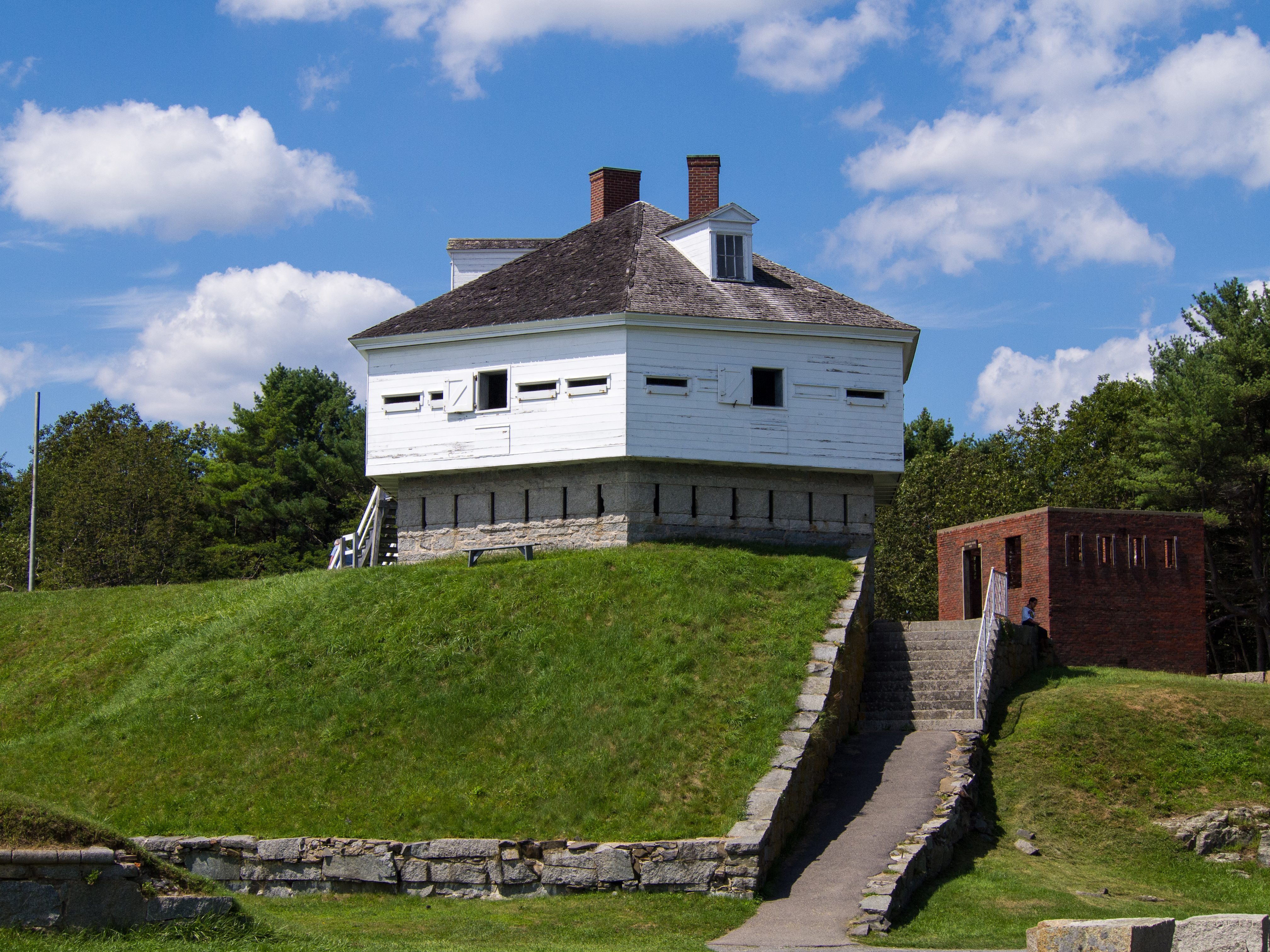
Блокгауз форта, 2012

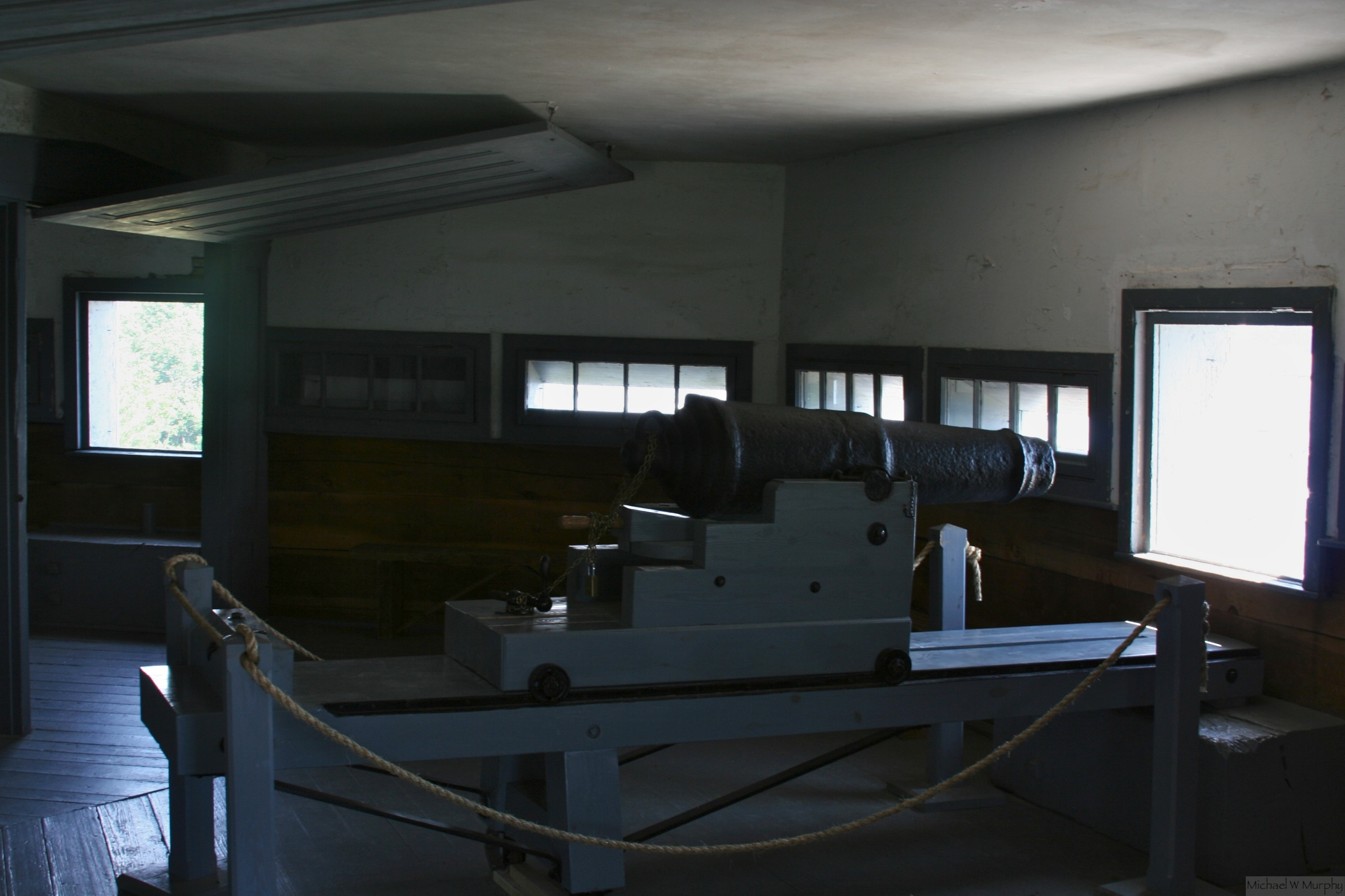
Орудие внутри блокгауза форта, 2010

Использовалось на протяжении 19 столетия для защиты входа в бухту города Портсмут и расположенной в городе военно-морской верфи «Портсмут»

## История
Начало защиты побережья было инициировано в конце 17 века, когда местный судостроитель У.Пепперелли приобрёл участок земли и в 1689 году основал временное укрепление на месте будущего форта.
В 1715 году Колония Массачусетского залива установила на временном бруствере шесть орудий для защиты входа в устье реки Пискатаква.
Форт был официально основан в 1808 году и назван в честь майора Эндрю МакКлэри — американского офицера, погибшего в 1775 году при битве при Банкер-Хилле.
Здание блокгауза форта было построено в 1844 году.
Во время Гражданской войны в США коком форта был будущий вице-президент США Ганнибал Гэмлин, служивший в Мэнской Береговой охране.
К 1910 году строения форта пришли в негодность и форт в 1918 году был выведен из эксплуатации.
В 1924 году штат Мэн приобрёл остатки форта у федерального правительства США, и использовал его в качестве парка.
Некоторые строения форта были с течением времени разрушены. Во время Второй Мировой Войны форт частично был разобран для строительства гражданских оборонительных сооружений.
В 1969 году форт был включён в Национальный реестр исторических мест США.
Форт был отремонтирован и восстановлен в 1987 году и стал использоваться как музей.